# Keygen

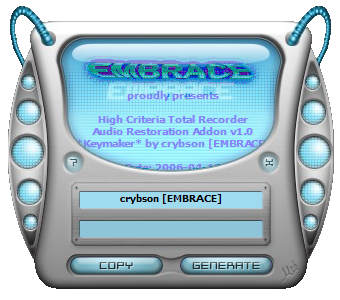
Captura de tela de um Embrace KeygenCaptura de tela de um Embrace Keygen

Um keygen ou key-gen (uma palavra-valise para key generator, que significa gerador de chaves em inglês) é um programa de computador ilegal que gera uma chave do CD ou um número da série/registro de um software ou algoritmo de criptografia. Tais programas são disponibilizados por grupos de pessoas dedicadas ao cracking (aplicativos para quebra de segurança de sistemas), sendo distribuídos gratuitamente em sítios web de pirataria na Internet. Também existem keygens falsos, que costumam ter malwares embutidos.